# تدخل حلف شمال الأطلسي في البوسنة والهرسك
كان تدخل حلف شمال الأطلسي في البوسنة والهرسك عبارة عن سلسلة من الإجراءات التي قام بها حلف الناتو الذي كان هدفه المعلن هو إرساء سلام طويل الأمد أثناء وبعد حرب البوسنة والهرسك. بدأ تدخل حلف شمال الأطلسي على أنه سياسي ورمزي إلى حد كبير، لكنه توسع تدريجياً ليشمل عمليات جوية واسعة النطاق ونشر ما يقرب من 60 ألف جندي في إطار عملية المسعى المشترك.

## المشاركة والرصد المبكر
بدأت مشاركة حلف شمال الأطلسي في حرب البوسنة والهرسك وحروب يوغوسلافيا بشكل عام في فبراير 1992، عندما أصدر الحلف بيانًا حث فيه جميع المتحاربين في الصراع على السماح بنشر قوات حفظ السلام التابعة للأمم المتحدة. في حين أن هذا البيان رمزي في المقام الأول، فقد مهد الطريق لإجراءات لاحقة لحلف شمال الأطلسي.
في 10 يوليو 1992، في اجتماع عقد في هلسنكي، وافق وزراء خارجية حلف شمال الأطلسي على مساعدة الأمم المتحدة في مراقبة الامتثال للعقوبات المنصوص عليها بموجب قراري مجلس الأمن التابع للأمم المتحدة 713 لسنة 1991 و757 لسنة 1992. أدى ذلك إلى بدء عملية المراقبة البحرية قبالة سواحل الجبل الأسود، والتي تم تنسيقها مع عملية شارب غارد التابعة لاتحاد أوروبا الغربية في مضيق أطرانط في 16 يوليو. وفي 9 أكتوبر 1992، أصدر مجلس الأمن القرار رقم 781، الذي أنشأ منطقة حظر طيران فوق البوسنة والهرسك. ردا على ذلك، في 16 أكتوبر، وسع حلف شمال الأطلسي مهمته في المنطقة لتشمل عملية مراقبة السماء، التي راقبت المجال الجوي البوسني للرحلات الجوية من جمهورية يوغوسلافيا الاتحادية.

## إنفاذ الامتثال 1992–1993
في 16 نوفمبر 1992، أصدر مجلس الأمن التابع للأمم المتحدة القرار رقم 787، الذي دعا الدول الأعضاء إلى «وقف جميع عمليات الشحن البحري الداخلي والخارجي من أجل التفتيش والتحقق من شحناتهم» لضمان الامتثال للعقوبات. ردًا على هذا القرار، قام حلف شمال الأطلسي بإلغاء تنشيط مراقبة البحر في 22 نوفمبر، واستبدله بعملية الحرس البحري، والتي بموجبها تم تفويض قوات حلف شمال الأطلسي بإيقاف السفن وتفتيش حمولاتها. على عكس عملية مراقبة السماء وعملية الحرس البحري، كانت هذه مهمة إنفاذ حقيقية، وليست مجرد مهمة مراقبة.
كما تحولت مهمة الناتو الجوية من المراقبة إلى الإنفاذ. أصدر مجلس الأمن القرار رقم 816، الذي سمح للدول باستخدام إجراءات «لضمان الامتثال» لمنطقة حظر الطيران فوق البوسنة والهرسك. رداً على ذلك، في 12 أبريل 1993، بدأ حلف شمال الأطلسي عملية منع الطيران التي كُلفت بفرض منطقة حظر الطيران، باستخدام طائرات مقاتلة متمركزة في المنطقة.
طوال عام 1993، نما دور قوات حلف شمال الأطلسي في البوسنة تدريجياً. في 10 يونيو 1993، اتفق الناتو والأمم المتحدة على أن الطائرات التي تعمل تحت نظام رفض الرحلة ستوفر دعمًا جويًا وثيقًا لقوة الأمم المتحدة للحماية بناءً على طلب الأمم المتحدة. في 15 يونيو، دمج الناتو عملية الحرس البحري والأنشطة البحرية لاتحاد أوروبا الغربية في المنطقة في عملية شارب غارد، ووسع دوره ليشمل سلطات إنفاذ أكبر.

## تنامي دور القوة الجوية 1994
في 28 فبراير 1994، زاد نطاق مشاركة حلف شمال الأطلسي في البوسنة والهرسك بشكل كبير. في حادثة بالقرب من بانيا لوكا، أسقط مقاتلو الناتو الذين يعملون تحت عملية رفض الطيران أربع طائرات نفاثة صربية. كانت هذه أول عملية قتالية في تاريخ حلف شمال الأطلسي. في أبريل، استمر وجود القوة الجوية للناتو في التزايد خلال هجوم الصرب على غورازده. رداً على ذلك، أطلق الناتو أول مهمة دعم جوي قريبة له في 10 أبريل 1994، حيث قصف عدة أهداف صربية بناءً على طلب قادة الأمم المتحدة. شن الناتو عدة ضربات جوية محدودة أخرى على مدار العام، دون التنسيق مع الأمم المتحدة.

## عمليات عام 1995 وعملية القوة المتعمدة
واصل حلف شمال الأطلسي عملياته الجوية فوق البوسنة والهرسك في النصف الأول من عام 1995. وخلال هذه الفترة، أُسقط الطيار الأمريكي سكوت أوغرادي فوق البوسنة والهرسك بصاروخ أرض-جو أطلقه جنود صرب البوسنة. تم إنقاذه في النهاية بأمان، لكن إسقاطه أثار قلق الولايات المتحدة ودول الناتو الأخرى بشأن التفوق الجوي لحلف شمال الأطلسي في البوسنة ودفع بعض الدعوات إلى تحرك الناتو الأكثر عدوانية للقضاء على القدرات الصربية المضادة للطائرات.

### سربرنيتسا ومؤتمر لندن
في يوليو 1995، شن الصرب البوسنيون هجومًا على مدينة سربرنيتسا البوسنية، وانتهى بمقتل ما يقرب من 8000 مدني في مذبحة سربرنيتسا. بعد الأحداث المروعة في سربرنيتسا، اجتمعت 16 دولة في مؤتمر لندن، الذي بدأ في 21 يوليو 1995، للنظر في خيارات جديدة للبوسنة. ونتيجة للمؤتمر، أعطى الأمين العام للأمم المتحدة بطرس بطرس غالي الجنرال برنارد جانفييه، القائد العسكري للأمم المتحدة، سلطة طلب ضربات جوية لحلف شمال الأطلسي دون استشارة مسؤولي الأمم المتحدة المدنيين، كوسيلة لتبسيط العملية. نتيجة للمؤتمر، وافق مجلس شمال الأطلسي والأمم المتحدة أيضًا على استخدام ضربات الناتو الجوية ردًا على الهجمات على أي من المناطق الآمنة الأخرى في البوسنة. كما اتفق المشاركون في المؤتمر من حيث المبدأ على استخدام ضربات جوية واسعة النطاق لحلف شمال الأطلسي ردا على الأعمال العدوانية المستقبلية من جانب الصرب.

### عملية القوة المتعمدة
بعد مؤتمر لندن، خطط الناتو لحملة جوية جديدة شرسة ضد صرب البوسنة. في 28 أغسطس 1995، أطلقت القوات الصربية قذيفة هاون على سوق سراييفو مما أدى إلى مقتل 37 شخصًا. أوصى الأدميرال لايتون دبليو. سميث جونيور، قائد حلف شمال الأطلسي بأن يقوم الناتو بشن ضربات جوية انتقامية في إطار عملية القوة المتعمدة. في 30 أغسطس 1995، أطلق الناتو رسميًا عملية القوة المتعمدة بقصف واسع النطاق لأهداف صربية. استمر القصف حتى 20 سبتمبر 1995 وشمل هجمات على 338 هدفًا فرديًا.